# Фещенко, Николай Михайлович
Николай Михайлович Фещенко (укр. Микола Михайлович Фещенко; род. 6 мая 1936, Дятьково) — советский украинский архитектор, заслуженный архитектор УССР с 1981 года.

## Биография
Родился 6 мая 1936 года в городе Дятькове (ныне Брянская область, Россия). В 1959—1965 годах учился в Киевском инженерно-строительном институте. Член КПСС с 1972 года.

## Карьера
С 1992 возглавляет Творческую архитектурную мастерскую. Работы
Оранжерейно-лабораторные комплексы Ботанических садов АН УССР в Донецке (1969—1974) и в Киеве (1977—1980);
- Здание Музея воссоединения Украины с Россией в Переяславе-Хмельницком (1981);

### Архитектурные части
- К Холму Славы в честь советских воинов, погибших во время отвоевания Прикарпатья в 1944 году в Калуше (1970)
- К памятному знаку в честь 325-летия воссоединения Украины с Россией в Переяславе-Хмельницком (1981);
- К памятному знаку в честь 1500-летия Киева (1982) в Киеве;

Памятник В. И. Ленину в Переяславе-Хмельницком (1982);
Являлся членом авторского коллектива мемориального комплекса «Украинский государственный музей истории Великой Отечественной войны 1941—1945 гг.» в Киеве (1981) и другое.